# Église Saint-Pierre-et-Saint-Paul de Guise
Pour les articles homonymes, voir Église Saint-Pierre-et-Saint-Paul.
L'église Saint-Pierre-et-Saint-Paul est une église située à Guise, en France.

## Description

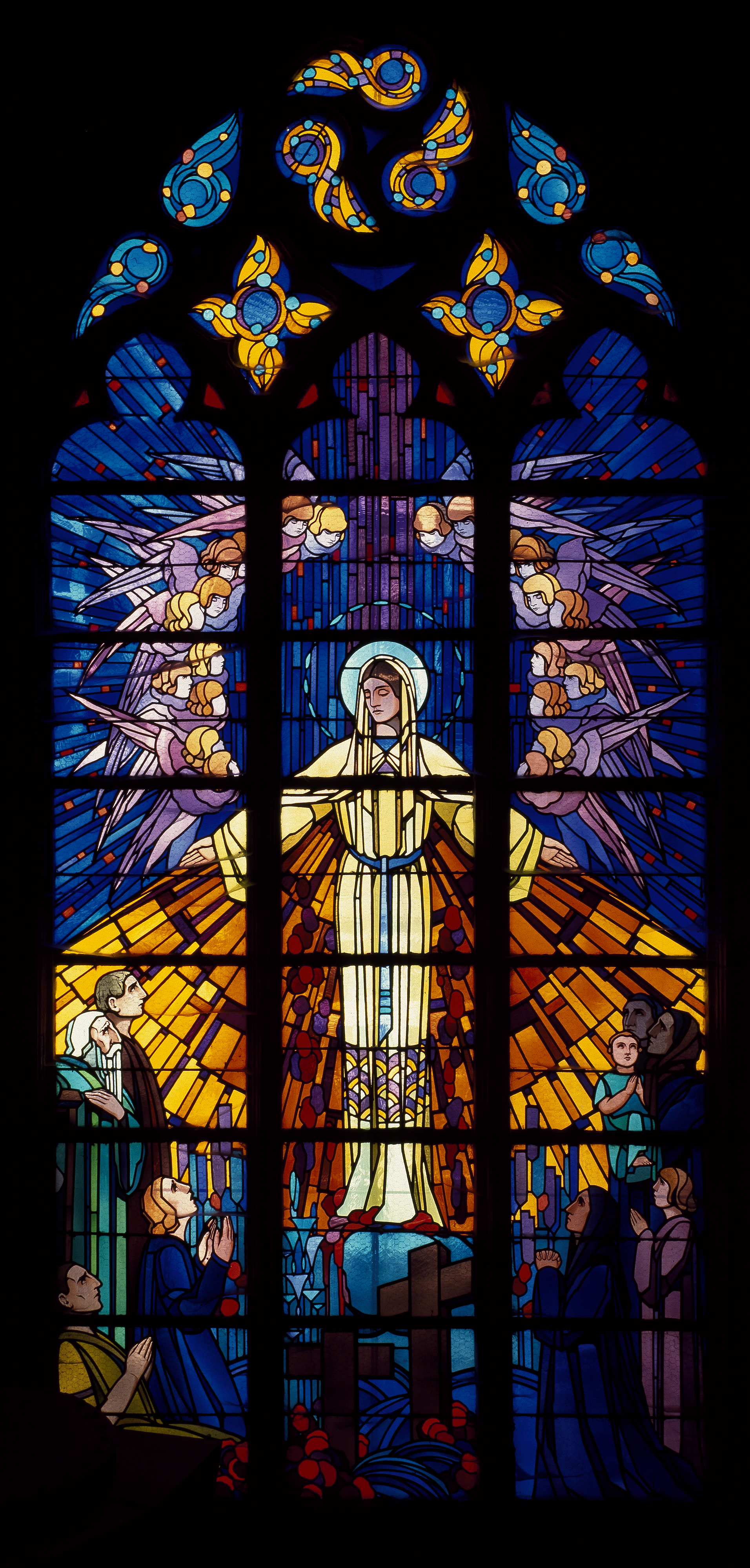
Église Saint-Pierre-et-Saint-Paul de Guise baie 11 (Raphaël Lardeur).

L'église est reconstruite à partir du milieu du XVIe siècle (1535), et achevée à la fin de ce siècle puis restaurée à la suite des guerres et des sièges du XVIIe siècle. À la Révolution, l'édifice est vidé de son mobilier et endommagé. L'église est rendue au culte et restaurée au début du XIXe siècle. Les travaux s'achèvent en 1853 par la reconstruction du portail sud, sculpté par Lecompte-Roger. Après les dommages causés par la Première Guerre mondiale, l'édifice est restauré en 1931, et augmenté de la sacristie. En particulier, des vitraux Art déco sont réalisés par Raphaël Lardeur.

## Localisation
L'église est située sur la commune de Guise, dans le département de l'Aisne.

## Historique
Le monument est inscrit au titre des monuments historiques en 1927.